# Grøn (musikarrangement)
 For alternative betydninger, se Grøn (flertydig). (Se også artikler, som begynder med Grøn)
Grøn (indtil 2017 Grøn Koncert) er en række årlige udendørs koncerter med skiftende musikere, arrangeret af Muskelsvindfonden.
Grøn Koncert startede i 1983, med blot 40 frivillige, to folkevognsrugbrød, en lastbil og en varevogn.
Koncerterne har turneret rundt i større danske byer hver sommer siden starten, og i 2023 fejrede Grøn Koncert 40 års jubilæum.
Muskelsvindfonden afholdte koncerter i Aarhus fra de blev stiftet i 1971 og fra 1977 med festivaler på Tangkrogen i Aarhus. I 1983 blev Grøn Koncert stiftet i Aarhus og blev landsdækkende, under navnet Grøn Koncert. Samtidig blev bryggeriet Tuborg hovedsponsor.
Det praktiske arbejde bag koncerterne klares af et hold af frivillige fra Muskelsvindfondens frivillige kaldet "Kræwet" og overskuddet fra koncerterne går til Muskelsvindfondens arbejde med at støtte og styrke mennesker med muskelsvind og deres pårørende.

## 1980'erne

### 1983[6][7]
| Dato                 | By         | Sted                                  | Kunstnere          |
| -------------------- | ---------- | ------------------------------------- | ------------------ |
| 8. juli              | Løkken     | Løkken Stadion                        | Sneakers Frede Fup |
| 9. juli              | Århus      | Botanisk Have                         | Sneakers Frede Fup |
| 10. juli             | Svendborg  | v/Christiansminde P-plads             | Sneakers Frede Fup |
| 11. juli             | Marienlyst | Engen                                 | Sneakers Frede Fup |
| 12. juli             | Gilleleje  |                                       | Sneakers Frede Fup |
| 13. juli             | Nykøbing S | v/Lupinvej Havnepladsen Idrætspladsen | Sneakers Frede Fup |
| Antal frivillige: 40 |            |                                       |                    |
| Billetpris: Gratis   |            |                                       |                    |

### 1984[6][7]
| Dato                 | By        | Sted               | Kunstnere                  |
| -------------------- | --------- | ------------------ | -------------------------- |
| 13. juli             | Løkken    | Løkken Stadion     | Nanna, Sneakers, Frede Fup |
| 14. juli             | Silkeborg | Lunden             | Nanna, Sneakers, Frede Fup |
| 15. juli             | Århus     | Viby Stadion       | Nanna, Sneakers, Frede Fup |
| 19. juli             | Esbjerg   | Cirkuspladsen      | Nanna, Sneakers, Frede Fup |
| 20. juli             | Odense    | Engen, Fruens Bøge | Nanna, Sneakers, Frede Fup |
| 21. juli             | Køge      | Dyreskuepladsen    | Nanna, Sneakers, Frede Fup |
| 22. juli             | Hornbæk   | Idrætsanlægget     | Nanna, Sneakers, Frede Fup |
| Antal frivillige: 44 |           |                    |                            |
| Billetpris: Gratis   |           |                    |                            |

### 1985[6][7]
| Dato                       | By        | Sted            | Kunstnere                                 |
| -------------------------- | --------- | --------------- | ----------------------------------------- |
| 11. juli                   | Blokhus   |                 | Frede Fup, Michael Falch, Marquis de Sade |
| 12. juli                   | Esbjerg   | Gl. Vardevej    | Frede Fup, Michael Falch, Marquis de Sade |
| 13. juli                   | Odense    | Dyreskuepladsen | Frede Fup, Michael Falch, Marquis de Sade |
| 14. juli                   | Århus     | Viby Stadion    | Frede Fup, Michael Falch, Marquis de Sade |
| 18. juli                   | Herning   | Ungskuepladsen  | Frede Fup, Michael Falch, Marquis de Sade |
| 19. juli                   | Kolding   | Byparken        | Frede Fup, Michael Falch, Marquis de Sade |
| 20. juli                   | Næstved   | Rådmandshaven   | Frede Fup, Michael Falch, Marquis de Sade |
| 21. juli                   | København | Valbyparken     | Frede Fup, Michael Falch, Marquis de Sade |
| Konferencier: Peter Larsen |           |                 |                                           |
| Antal frivillige: 120      |           |                 |                                           |
| Billetpris: Gratis         |           |                 |                                           |

### 1986[6][7]
| Dato                         | By        | Sted               | Kunstnere                             |
| ---------------------------- | --------- | ------------------ | ------------------------------------- |
| 10. juli                     | Odense    | Dyreskuepladsen    | Sanne Salomonsen, Thomas Helmig, TV-2 |
| 11. juli                     | Holstebro | Folkeparken        | Sanne Salomonsen, Thomas Helmig, TV-2 |
| 12. juli                     | Blokhus   | Hune               | Sanne Salomonsen, Thomas Helmig, TV-2 |
| 13. juli                     | Århus     | Viby Stadion       | Sanne Salomonsen, Thomas Helmig, TV-2 |
| 17. juli                     | Vejle     | Rødkilde Gymnasium | Sanne Salomonsen, Thomas Helmig, TV-2 |
| 18. juli                     | Næstved   | Rådmandshaven      | Sanne Salomonsen, Thomas Helmig, TV-2 |
| 19. juli                     | Hillerød  | Selskov Stadion    | Sanne Salomonsen, Thomas Helmig, TV-2 |
| 20. juli                     | København | Valbyparken        | Sanne Salomonsen, Thomas Helmig, TV-2 |
| Konferencier: Frede Norbrink |           |                    |                                       |
| Antal frivillige: 160        |           |                    |                                       |
| Billetpris: Gratis           |           |                    |                                       |

### 1987[6][7]
| Dato                         | By        | Sted                      | Kunstnere                                                         |
| ---------------------------- | --------- | ------------------------- | ----------------------------------------------------------------- |
| 9. juli                      | Blokhus   | Hune                      | Anne Linnet, Thomas Helmig, One Two                               |
| 10. juli                     | Silkeborg | Cirkuspladsen             | Anne Linnet, Thomas Helmig, One Two                               |
| 11. juli                     | Århus     | Kirstinemindes Flyveplads | Anne Linnet, Thomas Helmig, One Two                               |
| 12. juli                     | Odense    | Dyreskuepladsen           | Anne Linnet, Thomas Helmig, One Two                               |
| 16. juli                     | Vejle     | Nørremarken               | Anne Linnet, One Two Thomas Helmig aflyste i Vejle pga. maveonde. |
| 17. juli                     | Holbæk    | Friarealet                | Anne Linnet, Thomas Helmig, One Two                               |
| 18. juli                     | Næstved   | Rådmandshaven             | Anne Linnet, Thomas Helmig, One Two                               |
| 19. juli                     | København | Valbyparken               | Anne Linnet, Thomas Helmig, One Two                               |
| Konferencier: Jacob Haugaard |           |                           |                                                                   |
| Antal frivillige: 150        |           |                           |                                                                   |
| Billetpris: Gratis           |           |                           |                                                                   |

### 1988[6][7]
| Dato                                           | By        | Sted                      | Kunstnere                             |
| ---------------------------------------------- | --------- | ------------------------- | ------------------------------------- |
| 8. juli                                        | Herning   | Ungskuepladsen            | Gnags, Sanne Salomonsen, Lis Sørensen |
| 9. juli                                        | Odense    | Dyreskuepladsen           | Gnags, Sanne Salomonsen, Lis Sørensen |
| 10. juli                                       | Århus     | Kirstinemindes Flyveplads | Gnags, Sanne Salomonsen, Lis Sørensen |
| 14. juli                                       | Blokhus   | Fårup Sommerland          | Gnags, Sanne Salomonsen, Lis Sørensen |
| 15. juli                                       | Vejle     | Vinding                   | Gnags, Sanne Salomonsen, Lis Sørensen |
| 16. juli                                       | Næstved   | Rådmandshaven             | Gnags, Sanne Salomonsen, Lis Sørensen |
| 17. juli                                       | København | Valbyparken               | Gnags, Sanne Salomonsen, Lis Sørensen |
| Konferencier: Anne Marie Helger & Peter Larsen |           |                           |                                       |
| Antal frivillige: 260                          |           |                           |                                       |
| Billetpris: Gratis                             |           |                           |                                       |

### 1989[6][7]
| Dato                             | By        | Sted                      | Kunstnere                                                    |
| -------------------------------- | --------- | ------------------------- | ------------------------------------------------------------ |
| 6. juli                          | Blokhus   | Fårup Sommerland          | Hanne Boel, Anne Linnet, Sanne Salomonsen, Dodo & the Dodo's |
| 7. juli                          | Herning   | Ungskuepladsen            | Hanne Boel, Anne Linnet, Sanne Salomonsen, Dodo & the Dodo's |
| 8. juli                          | Odense    | Dyreskuepladsen           | Hanne Boel, Anne Linnet, Sanne Salomonsen, Dodo & the Dodo's |
| 9. juli                          | Århus     | Kirstinemindes Flyveplads | Hanne Boel, Anne Linnet, Sanne Salomonsen, Dodo & the Dodo's |
| 13. juli                         | Vejle     | Vinding                   | Hanne Boel, Anne Linnet, Sanne Salomonsen, Dodo & the Dodo's |
| 14. juli                         | Næstved   | Ydernæs                   | Hanne Boel, Anne Linnet, Sanne Salomonsen, Dodo & the Dodo's |
| 15. juli                         | Malmø     | Riberborg Strandpark      | Hanne Boel, Anne Linnet, Sanne Salomonsen, Dodo & the Dodo's |
| 16. juli                         | København | Valbyparken               |                                                              |
| Konferencier: Hans Otto Bisgaard |           |                           |                                                              |
| Antal frivillige: 250            |           |                           |                                                              |
| Billetpris: Gratis               |           |                           |                                                              |

## 1990'erne

### 1990[6][7]
| Dato                         | By        | Sted             | Kunstnere                     |
| ---------------------------- | --------- | ---------------- | ----------------------------- |
| 13. juli                     | Blokhus   | Fårup Sommerland | Gnags, Thomas Helmig, One Two |
| 14. juli                     | Odense    | Dyreskuepladsen  | Gnags, Thomas Helmig, One Two |
| 15. juli                     | Århus     | Vestereng        | Gnags, Thomas Helmig, One Two |
| 19. juli                     | Herning   | Herning Hallerne | Gnags, Thomas Helmig, One Two |
| 20. juli                     | Vejle     | Vinding          | Gnags, Thomas Helmig, One Two |
| 21. juli                     | Næstved   | Ydernæs          | Gnags, Thomas Helmig, One Two |
| 22. juli                     | København | Valbyparken      | Gnags, Thomas Helmig, One Two |
| Konferencier: Jacob Haugaard |           |                  |                               |
| Antal frivillige: 320        |           |                  |                               |
| Billetpris: Gratis           |           |                  |                               |

### 1991[6][7]
| Dato                         | By        | Sted            | Kunstnere                                         |
| ---------------------------- | --------- | --------------- | ------------------------------------------------- |
| 12. juli                     | Herning   | Ungskuepladsen  | Anne Linnet, Ray Dee Ohh, Mats Ronander, Sko/Torp |
| 13. juli                     | Odense    | Dyreskuepladsen | Anne Linnet, Ray Dee Ohh, Mats Ronander, Sko/Torp |
| 14. juli                     | Århus     | Vestereng       | Anne Linnet, Ray Dee Ohh, Mats Ronander, Sko/Torp |
| 18. juli                     | Blokhus   | Hune            | Anne Linnet, Ray Dee Ohh, Mats Ronander, Sko/Torp |
| 19. juli                     | Vejle     | Vinding         | Anne Linnet, Ray Dee Ohh, Mats Ronander, Sko/Torp |
| 20. juli                     | Næstved   | Ydernæs         | Anne Linnet, Ray Dee Ohh, Mats Ronander, Sko/Torp |
| 21. juli                     | København | Valbyparken     | Anne Linnet, Ray Dee Ohh, Mats Ronander, Sko/Torp |
| Konferencier: Jacob Haugaard |           |                 |                                                   |
| Antal frivillige: 325        |           |                 |                                                   |
| Billetpris: Gratis           |           |                 |                                                   |

### 1992 - 10 års jubilæum[6][7]
| Dato                                                       | By        | Sted            | Kunstnere                                                    |
| ---------------------------------------------------------- | --------- | --------------- | ------------------------------------------------------------ |
| 10. juli                                                   | Herning   | Ungskuepladsen  | Gnags, Sanne Salomonsen, Lars H.U.G., Michael Learns to Rock |
| 11. juli                                                   | Odense    | Dyreskuepladsen | Gnags, Sanne Salomonsen, Lars H.U.G., Michael Learns to Rock |
| 12. juli                                                   | Århus     | Vestereng       | Gnags, Sanne Salomonsen, Lars H.U.G., Michael Learns to Rock |
| 16. juli                                                   | Blokhus   | Hune            | Gnags, Sanne Salomonsen, Lars H.U.G., Michael Learns to Rock |
| 17. juli                                                   | Vejle     | DTC             | Gnags, Sanne Salomonsen, Lars H.U.G., Michael Learns to Rock |
| 18. juli                                                   | Næstved   | Ydernæs         | Gnags, Sanne Salomonsen, Lars H.U.G., Michael Learns to Rock |
| 19. juli                                                   | København | KB's boldbaner  | Gnags, Sanne Salomonsen, Lars H.U.G., Michael Learns to Rock |
| Konferencier: Hans Otto Bisgaard                           |           |                 |                                                              |
| Antal frivillige: 400                                      |           |                 |                                                              |
| Billetpris: 20 kr. (Første gang der ikke er gratis adgang) |           |                 |                                                              |

### 1993[7][8]
| Dato                         | By        | Sted            | Kunstnere                                            |
| ---------------------------- | --------- | --------------- | ---------------------------------------------------- |
| 9. juli                      | Herning   | Ungskuepladsen  | Henning Stærk, Hanne Boel, Lisa Nilsson, The Sandmen |
| 10. juli                     | Odense    | Dyreskuepladsen | Henning Stærk, Hanne Boel, Lisa Nilsson, The Sandmen |
| 11. juli                     | Århus     | Vestereng       | Henning Stærk, Hanne Boel, Lisa Nilsson, The Sandmen |
| 15. juli                     | Blokhus   | Hune            | Henning Stærk, Hanne Boel, Lisa Nilsson, The Sandmen |
| 16. juli                     | Vejle     | DTC             | Henning Stærk, Hanne Boel, Lisa Nilsson, The Sandmen |
| 17. juli                     | Næstved   | Ydernæs         | Henning Stærk, Hanne Boel, Lisa Nilsson, The Sandmen |
| 18. juli                     | København | KB's boldbaner  | Henning Stærk, Hanne Boel, Lisa Nilsson, The Sandmen |
| Konferencier: Jacob Haugaard |           |                 |                                                      |
| Antal frivillige: 450        |           |                 |                                                      |
| Billetpris: 20 kr.           |           |                 |                                                      |

### 1994[7][8]
| Dato                         | By        | Sted            | Kunstnere                                    |
| ---------------------------- | --------- | --------------- | -------------------------------------------- |
| 15. juli                     | Herning   | Ungskuepladsen  | Sanne Salomonsen, Gnags, Sort Sol, Zapp Zapp |
| 16. juli                     | Odense    | Dyreskuepladsen | Sanne Salomonsen, Gnags, Sort Sol, Zapp Zapp |
| 17. juli                     | Århus     | Vestereng       | Sanne Salomonsen, Gnags, Sort Sol, Zapp Zapp |
| 21. juli                     | Blokhus   | Hune            | Sanne Salomonsen, Gnags, Sort Sol, Zapp Zapp |
| 22. juli                     | Vejle     | DTC             | Sanne Salomonsen, Gnags, Sort Sol, Zapp Zapp |
| 23. juli                     | Næstved   | Ydernæs         | Sanne Salomonsen, Gnags, Sort Sol, Zapp Zapp |
| 24. juli                     | København | Valbyparken     | Sanne Salomonsen, Gnags, Sort Sol, Zapp Zapp |
| Konferencier: Jacob Haugaard |           |                 |                                              |
| Antal frivillige: 450        |           |                 |                                              |
| Billetpris: 30 kr.           |           |                 |                                              |

### 1995[7][8]
| Dato                         | By        | Sted              | Kunstnere                                             |
| ---------------------------- | --------- | ----------------- | ----------------------------------------------------- |
| 7. juli                      | Herning   | Messecenter       | Lis Sørensen, Thomas Helmig, Leningrad Cowboys, D-A-D |
| 8. juli                      | Odense    | Dyreskuepladsen   | Lis Sørensen, Thomas Helmig, Leningrad Cowboys, D-A-D |
| 9. juli                      | Århus     | Vestereng         | Lis Sørensen, Thomas Helmig, Leningrad Cowboys, D-A-D |
| 13. juli                     | Blokhus   | Hune              | Lis Sørensen, Thomas Helmig, Leningrad Cowboys, D-A-D |
| 14. juli                     | Vejle     | Hornstrup Kirkeby | Lis Sørensen, Thomas Helmig, Leningrad Cowboys, D-A-D |
| 15. juli                     | Næstved   | Ydernæs           | Lis Sørensen, Thomas Helmig, Leningrad Cowboys, D-A-D |
| 16. juli                     | København | Valbyparken       | Lis Sørensen, Thomas Helmig, Leningrad Cowboys, D-A-D |
| Konferencier: Jacob Haugaard |           |                   |                                                       |
| Antal frivillige: 458        |           |                   |                                                       |
| Billetpris: 40 kr.           |           |                   |                                                       |

### 1996[7][8]
| Dato                         | By        | Sted              | Kunstnere                                     |
| ---------------------------- | --------- | ----------------- | --------------------------------------------- |
| 5. juli                      | Herning   | Messecenter       | Savage Rosem Gnags, Angélique Kidjo, Sort Sol |
| 6. juli                      | Odense    | Dyreskuepladsen   | Savage Rosem Gnags, Angélique Kidjo, Sort Sol |
| 7. juli                      | Århus     | Vestereng         | Savage Rosem Gnags, Angélique Kidjo, Sort Sol |
| 11. juli                     | Blokhus   | Hune              | Savage Rosem Gnags, Angélique Kidjo, Sort Sol |
| 12. juli                     | Vejle     | Hornstrup Kirkeby | Savage Rosem Gnags, Angélique Kidjo, Sort Sol |
| 13. juli                     | Næstved   | Ydernæs           | Savage Rosem Gnags, Angélique Kidjo, Sort Sol |
| 14. juli                     | København | Valbyparken       | Savage Rosem Gnags, Angélique Kidjo, Sort Sol |
| Konferencier: Jacob Haugaard |           |                   |                                               |
| Antal frivillige: 500        |           |                   |                                               |
| Billetpris: 40 kr.           |           |                   |                                               |

### 1997 - 15 års jubilæum[7][8]
| Dato                         | By        | Sted              | Kunstnere                                         |
| ---------------------------- | --------- | ----------------- | ------------------------------------------------- |
| 11. juli                     | Esbjerg   | Storebæltsvej     | Østkyst Hustlers, Poul Krebs, Thomas Helmig, TV-2 |
| 12. juli                     | Odense    | Dyreskuepladsen   | Østkyst Hustlers, Poul Krebs, Thomas Helmig, TV-2 |
| 13. juli                     | Århus     | Vestereng         | Østkyst Hustlers, Poul Krebs, Thomas Helmig, TV-2 |
| 17. juli                     | Blokhus   | Hune              | Østkyst Hustlers, Poul Krebs, Thomas Helmig, TV-2 |
| 18. juli                     | Vejle     | Hornstrup Kirkeby | Østkyst Hustlers, Poul Krebs, Thomas Helmig, TV-2 |
| 19. juli                     | Næstved   | Ydernæs           | Østkyst Hustlers, Poul Krebs, Thomas Helmig, TV-2 |
| 20. juli                     | København | Valbyparken       | Østkyst Hustlers, Poul Krebs, Thomas Helmig, TV-2 |
| Konferencier: Jacob Haugaard |           |                   |                                                   |
| Antal frivillige: 550        |           |                   |                                                   |
| Billetpris: 40 kr.           |           |                   |                                                   |

### 1998[7][8]
| Dato                         | By        | Sted              | Kunstnere                        |
| ---------------------------- | --------- | ----------------- | -------------------------------- |
| 10. juli                     | Esbjerg   | Storebæltsvej     | Eric Gadd, Aqua, Sneakers, D-A-D |
| 11. juli                     | Odense    | Dyreskuepladsen   | Eric Gadd, Aqua, Sneakers, D-A-D |
| 12. juli                     | Århus     | Vestereng         | Eric Gadd, Aqua, Sneakers, D-A-D |
| 16. juli                     | Hjallerup | Markedspladsen    | Eric Gadd, Aqua, Sneakers, D-A-D |
| 17. juli                     | Vejle     | Hornstrup Kirkeby | Eric Gadd, Aqua, Sneakers, D-A-D |
| 18. juli                     | Næstved   | Ydernæs           | Eric Gadd, Aqua, Sneakers, D-A-D |
| 19. juli                     | København | Valbyparken       | Eric Gadd, Aqua, Sneakers, D-A-D |
| Konferencier: Jacob Haugaard |           |                   |                                  |
| Antal frivillige: 600        |           |                   |                                  |
| Billetpris: 60 kr.           |           |                   |                                  |

### 1999[7][8]
| Dato                         | By        | Sted              | Kunstnere                                 |
| ---------------------------- | --------- | ----------------- | ----------------------------------------- |
| 9. juli                      | Esbjerg   | Storebæltsvej     | Cartoons, All Saints, Thomas Helmig, TV-2 |
| 10. juli                     | Odense    | Dyreskuepladsen   | Cartoons, All Saints, Thomas Helmig, TV-2 |
| 11. juli                     | Århus     | Vestereng         | Cartoons, All Saints, Thomas Helmig, TV-2 |
| 15. juli                     | Blokhus   | Hune              | Cartoons, All Saints, Thomas Helmig, TV-2 |
| 16. juli                     | Vejle     | Hornstrup Kirkeby | Cartoons, All Saints, Thomas Helmig, TV-2 |
| 17. juli                     | Næstved   | Holsted Nord      | Cartoons, All Saints, Thomas Helmig, TV-2 |
| 18. juli                     | København | Valbyparken       | Cartoons, All Saints, Thomas Helmig, TV-2 |
| Konferencier: Jacob Haugaard |           |                   |                                           |
| Antal frivillige: 540        |           |                   |                                           |
| Billetpris: 60 kr.           |           |                   |                                           |

## 2000'erne

### 2000[7][8]
| Dato                         | By        | Sted              | Kunstnere                                                                     |
| ---------------------------- | --------- | ----------------- | ----------------------------------------------------------------------------- |
| 7. juli                      | Esbjerg   | Skibhøj           | D-A-D, A*Teens, Det Brune Punktum, Sanne Salomonsen, Creamy, Funkstar De Luxe |
| 8. juli                      | Odense    | Dyreskuepladsen   | D-A-D, A*Teens, Det Brune Punktum, Sanne Salomonsen, Creamy, Funkstar De Luxe |
| 9. juli                      | Århus     | Vestereng         | D-A-D, A*Teens, Det Brune Punktum, Sanne Salomonsen, Creamy, Funkstar De Luxe |
| 13. juli                     | Blokhus   | Markedspladsen    | D-A-D, A*Teens, Det Brune Punktum, Sanne Salomonsen, Creamy, Funkstar De Luxe |
| 14. juli                     | Vejle     | Hornstrup Kirkeby | D-A-D, A*Teens, Det Brune Punktum, Sanne Salomonsen, Creamy, Funkstar De Luxe |
| 15. juli                     | Næstved   | Holsted Nord      | D-A-D, A*Teens, Det Brune Punktum, Sanne Salomonsen, Creamy, Funkstar De Luxe |
| 16. juli                     | København | Valbyparken       | D-A-D, A*Teens, Det Brune Punktum, Sanne Salomonsen, Creamy, Funkstar De Luxe |
| Samlet antal gæster: 170.000 |           |                   |                                                                               |
| Konferencier: Jacob Haugaard |           |                   |                                                                               |
| Antal frivillige: 600        |           |                   |                                                                               |
| Billetpris: 75 kr.           |           |                   |                                                                               |

### 2001[7][8]
| Dato                                           | By        | Sted              | Kunstnere                                                | Antal gæster |
| ---------------------------------------------- | --------- | ----------------- | -------------------------------------------------------- | ------------ |
| 13. juli                                       | Esbjerg   | Skibhøj           | Aqua, Den Gale Pose, Outlandish, Karen, TV-2, Poul Krebs |              |
| 14. juli                                       | Odense    | Dyreskuepladsen   | Aqua, Den Gale Pose, Outlandish, Karen, TV-2, Poul Krebs |              |
| 15. juli                                       | Århus     | Vestereng         | Aqua, Den Gale Pose, Outlandish, Karen, TV-2, Poul Krebs |              |
| 19. juli                                       | Blokhus   | Markedspladsen    | Aqua, Den Gale Pose, Outlandish, Karen, TV-2, Poul Krebs |              |
| 20. juli                                       | Vejle     | Hornstrup Kirkeby | Aqua, Den Gale Pose, Outlandish, Karen, TV-2, Poul Krebs |              |
| 21. juli                                       | Næstved   | Holsted Nord      | Aqua, Den Gale Pose, Outlandish, Karen, TV-2, Poul Krebs |              |
| 22. juli                                       | København | Valbyparken       | Aqua, Den Gale Pose, Outlandish, Karen, TV-2, Poul Krebs | 45.000       |
| Samlet antal gæster: 225.000-250.000           |           |                   |                                                          |              |
| Konferencier: Jacob Haugaard                   |           |                   |                                                          |              |
| Antal frivillige: 600                          |           |                   |                                                          |              |
| Billetpris: Forsalg: 60 kr. \| I døren: 80 kr. |           |                   |                                                          |              |

### 2002 - 20 års jubilæum[7][8]
| Dato                                                                    | By        | Sted              | Kunstnere                                                                                              |
| ----------------------------------------------------------------------- | --------- | ----------------- | --- |
| 12. juli                                                                | Esbjerg   | Skibhøj           | DJ Encore, Safri Duo, Tim Christensen Big Fat Snake, Simple Minds, Junior Senior Swan Lee, Superheroes |
| 13. juli                                                                | Odense    | Dyreskuepladsen   | DJ Encore, Safri Duo, Tim Christensen Big Fat Snake, Simple Minds, Junior Senior Swan Lee, Superheroes |
| 14. juli                                                                | Århus     | Vestereng         | DJ Encore, Safri Duo, Tim Christensen Big Fat Snake, Simple Minds, Junior Senior Swan Lee, Superheroes |
| 18. juli                                                                | Blokhus   | Markedspladsen    | DJ Encore, Safri Duo, Tim Christensen Big Fat Snake, Simple Minds, Junior Senior Swan Lee, Superheroes |
| 19. juli                                                                | Vejle     | Hornstrup Kirkeby | Koncerten blev aflyst pga. regn                                                                        |
| 20. juli                                                                | Næstved   | Holsted Nord      | DJ Encore, Safri Duo, Tim Christensen Big Fat Snake, Simple Minds, Junior Senior Swan Lee, Superheroes |
| 21. juli                                                                | København | Valbyparken       | DJ Encore, Safri Duo, Tim Christensen Big Fat Snake, Simple Minds, Junior Senior Swan Lee, Superheroes |
| Konferencier: Grøn scene: Jacob Haugaard \| Grøn spot: Banjos Likørstue |           |                   | |
| Antal frivillige: 700                                                   |           |                   | |
| Billetpris: Forsalg: 60 kr. \| I døren: 100 kr.                         |           |                   | |

### 2003[7][13]
| Dato                                                                    | By        | Sted            | Kunstnere                                                                  | Antal gæster |
| ----------------------------------------------------------------------- | --------- | --------------- | -------------------------------------------------------------------------- | ------------ |
| 11. juli                                                                | Esbjerg   | Skibhøj         | Junior Senior, Lars H.U.G., Suede, TV-2, Malk de Koijn, Mew, Carpark North |              |
| 12. juli                                                                | Odense    | Dyreskuepladsen | Junior Senior, Lars H.U.G., Suede, TV-2, Malk de Koijn, Mew, Carpark North | 20.000       |
| 13. juli                                                                | Århus     | Vestereng       | Junior Senior, Lars H.U.G., Suede, TV-2, Malk de Koijn, Mew, Carpark North | 30.000       |
| 17. juli                                                                | Blokhus   | Markedspladsen  | Junior Senior, Lars H.U.G., Suede, TV-2, Malk de Koijn, Mew, Carpark North |              |
| 18. juli                                                                | Børkop    | Trekanten       | Junior Senior, Lars H.U.G., Suede, TV-2, Malk de Koijn, Mew, Carpark North |              |
| 19. juli                                                                | Næstved   | Holsted Nord    | Junior Senior, Lars H.U.G., Suede, TV-2, Malk de Koijn, Mew, Carpark North |              |
| 20. juli                                                                | København | Valbyparken     | Junior Senior, Lars H.U.G., Suede, TV-2, Malk de Koijn, Mew, Carpark North |              |
| Samlet antal gæster: 150.000                                            |           |                 |                                                                            |              |
| Konferencier: Grøn scene: Jacob Haugaard \| Grøn spot: Banjos Likørstue |           |                 |                                                                            |              |
| Antal frivillige: 700                                                   |           |                 |                                                                            |              |
| Billetpris: Forsalg: 70 kr. \| I døren: 100 kr.                         |           |                 |                                                                            |              |

### 2004[7][13]
| Dato                                                                    | By        | Sted            | Kunstnere                                                                      | Antal gæster |
| ----------------------------------------------------------------------- | --------- | --------------- | ------------------------------------------------------------------------------ | ------------ |
| 9. juli                                                                 | Esbjerg   | Skibhøj         | Nik & Jay, Big Fat Snake, Thomas Helmig, D-A-D, Tina Dickow, Tue West, Jokeren |              |
| 10. juli                                                                | Odense    | Dyreskuepladsen | Nik & Jay, Big Fat Snake, Thomas Helmig, D-A-D, Tina Dickow, Tue West, Jokeren |              |
| 11. juli                                                                | Århus     | Vestereng       | Nik & Jay, Big Fat Snake, Thomas Helmig, D-A-D, Tina Dickow, Tue West, Jokeren | 25.000       |
| 15. juli                                                                | Aalborg   | "Trekanten"     | Nik & Jay, Big Fat Snake, Thomas Helmig, D-A-D, Tina Dickow, Tue West, Jokeren |              |
| 16. juli                                                                | Børkop    | Trekanten       | Nik & Jay, Big Fat Snake, Thomas Helmig, D-A-D, Tina Dickow, Tue West, Jokeren |              |
| 17. juli                                                                | Næstved   | Holsted Nord    | Nik & Jay, Big Fat Snake, Thomas Helmig, D-A-D, Tina Dickow, Tue West, Jokeren |              |
| 18. juli                                                                | København | Valbyparken     | Nik & Jay, Big Fat Snake, Thomas Helmig, D-A-D, Tina Dickow, Tue West, Jokeren | 40.000       |
| Samlet antal gæster: 175.000                                            |           |                 |                                                                                |              |
| Konferencier: Grøn scene: Jacob Haugaard \| Grøn spot: Banjos Likørstue |           |                 |                                                                                |              |
| Antal frivillige: 700                                                   |           |                 |                                                                                |              |
| Billetpris: Forsalg: 70 kr. \| I døren: 100 kr.                         |           |                 |                                                                                |              |

### 2005[7][13]
| Dato                                                                    | By        | Sted            | Kunstnere | Antal gæster |
| ----------------------------------------------------------------------- | --------- | --------------- | --- | ------------ |
| 15. juli                                                                | Esbjerg   | Skibhøj         | Safri Duo, Tim Christensen, Sanne Salomonsen, TV-2 , Peter Sommer Kira & The Kindred Spirits, Johnny Deluxe, Niarn |              |
| 16. juli                                                                | Odense    | Dyreskuepladsen | Safri Duo, Tim Christensen, Sanne Salomonsen, TV-2 , Peter Sommer Kira & The Kindred Spirits, Johnny Deluxe, Niarn |              |
| 17. juli                                                                | Århus     | Vestereng       | Safri Duo, Tim Christensen, Sanne Salomonsen, TV-2 , Peter Sommer Kira & The Kindred Spirits, Johnny Deluxe, Niarn |              |
| 21. juli                                                                | Aalborg   | "Trekanten"     | Safri Duo, Tim Christensen, Sanne Salomonsen, TV-2 , Peter Sommer Kira & The Kindred Spirits, Johnny Deluxe, Niarn |              |
| 22. juli                                                                | Børkop    | Trekanten       | Safri Duo, Tim Christensen, Sanne Salomonsen, TV-2 , Peter Sommer Kira & The Kindred Spirits, Johnny Deluxe, Niarn |              |
| 23. juli                                                                | Næstved   | Holsted Nord    | Safri Duo, Tim Christensen, Sanne Salomonsen, TV-2 , Peter Sommer Kira & The Kindred Spirits, Johnny Deluxe, Niarn |              |
| 24. juli                                                                | København | Valbyparken     | Safri Duo, Tim Christensen, Sanne Salomonsen, TV-2 , Peter Sommer Kira & The Kindred Spirits, Johnny Deluxe, Niarn | 35.000       |
| Samlet antal gæster: 160.000                                            |           |                 | |              |
| Konferencier: Grøn scene: Jacob Haugaard \| Grøn spot: Banjos Likørstue |           |                 | |              |
| Antal frivillige: 650                                                   |           |                 | |              |
| Billetpris: Forsalg: 80 kr. \| I døren: 120 kr.                         |           |                 | |              |

### 2006[7][13]
| Dato                                                              | By        | Sted            | Kunstnere                                                                                              | Antal gæster |
| ----------------------------------------------------------------- | --------- | --------------- | --- | ------------ |
| 14. juli                                                          | Kolding   | Mosevej         | Poul Krebs, Nik & Jay, Nephew, Thomas Helmig, L.O.C. Magtens Korridorer, Tina Dickow, Anders Matthesen | 12.500       |
| 15. juli                                                          | Aarhus    | Vestereng       | Poul Krebs, Nik & Jay, Nephew, Thomas Helmig, L.O.C. Magtens Korridorer, Tina Dickow, Anders Matthesen | 27.000       |
| 16. juli                                                          | Esbjerg   | Skibhøj         | Poul Krebs, Nik & Jay, Nephew, Thomas Helmig, L.O.C. Magtens Korridorer, Tina Dickow, Anders Matthesen | 17.000       |
| 20. juli                                                          | Aalborg   | "Trekanten"     | Poul Krebs, Nik & Jay, Nephew, Thomas Helmig, L.O.C. Magtens Korridorer, Tina Dickow, Anders Matthesen |              |
| 27. juli                                                          | Odense    | Dyreskuepladsen | Poul Krebs, Nik & Jay, Nephew, Thomas Helmig, L.O.C. Magtens Korridorer, Tina Dickow, Anders Matthesen |              |
| 28. juli                                                          | Næstved   | Holsted Nord    | Poul Krebs, Nik & Jay, Nephew, Thomas Helmig, L.O.C. Magtens Korridorer, Tina Dickow, Anders Matthesen |              |
| 29. juli                                                          | København | Valbyparken     | Poul Krebs, Nik & Jay, Nephew, Thomas Helmig, L.O.C. Magtens Korridorer, Tina Dickow, Anders Matthesen | 37.000       |
| Samlet antal gæster: 160.000                                      |           |                 | |              |
| Konferencier: Grøn scene: Jacob Haugaard \| Grøn spot: Simon Juul |           |                 | |              |
| Antal frivillige: 630                                             |           |                 | |              |
| Billetpris: Forsalg: 90 kr. \| I døren: 130 kr.                   |           |                 | |              |

### 2007 - 25 års jubilæum[13]
| Dato                                                              | By        | Sted            | Kunstnere                                                                                   | Antal gæster |
| ----------------------------------------------------------------- | --------- | --------------- | ------------------------------------------------------------------------------------------- | ------------ |
| 19. juli                                                          | Esbjerg   | Skibhøj         | L.O.C, Beth Hart, Nephew, TV-2, Alphabeat, UFO Yepha Veto, MC's Fight Night Tag Team Battle | 13.500       |
| 20. juli                                                          | Herning   | Messecenter     | L.O.C, Beth Hart, Nephew, TV-2, Alphabeat, UFO Yepha Veto, MC's Fight Night Tag Team Battle |              |
| 21. juli                                                          | Aarhus    | Vestereng       | L.O.C, Beth Hart, Nephew, TV-2, Alphabeat, UFO Yepha Veto, MC's Fight Night Tag Team Battle |              |
| 22. juli                                                          | Aalborg   | "Trekanten"     | L.O.C, Beth Hart, Nephew, TV-2, Alphabeat, UFO Yepha Veto, MC's Fight Night Tag Team Battle |              |
| 26. juli                                                          | Kolding   | Mosevej         | L.O.C, Beth Hart, Nephew, TV-2, Alphabeat, UFO Yepha Veto, MC's Fight Night Tag Team Battle |              |
| 27. juli                                                          | Odense    | Dyreskuepladsen | L.O.C, Beth Hart, Nephew, TV-2, Alphabeat, UFO Yepha Veto, MC's Fight Night Tag Team Battle |              |
| 28. juli                                                          | Næstved   | Holsted Nord    | L.O.C, Beth Hart, Nephew, TV-2, Alphabeat, UFO Yepha Veto, MC's Fight Night Tag Team Battle |              |
| 29. juli                                                          | København | Valbyparken     | L.O.C, Beth Hart, Nephew, TV-2, Alphabeat, UFO Yepha Veto, MC's Fight Night Tag Team Battle | 27.000       |
| Samlet antal gæster: 130.000                                      |           |                 |                                                                                             |              |
| Konferencier: Grøn scene: Jacob Haugaard \| Grøn spot: Simon Juul |           |                 |                                                                                             |              |
| Antal frivillige: 650                                             |           |                 |                                                                                             |              |
| Billetpris: Forsalg: 100 kr. \| I døren: 150 kr.                  |           |                 |                                                                                             |              |

### 2008[13]
| Dato                                                                                     | By        | Sted            | Kunstnere | Antal gæster            |
| ---------------------------------------------------------------------------------------- | --------- | --------------- | --- | ----------------------- |
| 17. juli                                                                                 | Esbjerg   | Skibhøj         | Magtens Korridorer, Aqua, Nik & Jay, D-A-D, Spleen United Suspekt, Burhan G, MC´s Fight Night Tag Team Battle                                                                | 17.000                  |
| 18. juli                                                                                 | Herning   | Messecenter     | Magtens Korridorer, Aqua, Nik & Jay, D-A-D, Spleen United Suspekt, Burhan G, MC´s Fight Night Tag Team Battle                                                                | 13.000                  |
| 19. juli                                                                                 | Aarhus    | Vestereng       | Magtens Korridorer, Aqua, Nik & Jay, D-A-D, Spleen United Suspekt, Burhan G, MC´s Fight Night Tag Team Battle                                                                | 24.500                  |
| 20. juli                                                                                 | Aalborg   | "Trekanten"     | Magtens Korridorer, Aqua, Nik & Jay, D-A-D, Spleen United Suspekt, Burhan G, MC´s Fight Night Tag Team Battle                                                                | 16.000                  |
| 24. juli                                                                                 | Kolding   | Mosevej         | Magtens Korridorer, Aqua, Nik & Jay, D-A-D, Spleen United Suspekt, Burhan G, MC´s Fight Night Tag Team Battle                                                                | 17.500                  |
| 25. juli                                                                                 | Odense    | Dyreskuepladsen | Magtens Korridorer, Aqua, Nik & Jay, D-A-D, Spleen United Suspekt, Burhan G, MC´s Fight Night Tag Team Battle                                                                | 31.000                  |
| 26. juli                                                                                 | Næstved   | Holsted Nord    | Magtens Korridorer, Aqua, Nik & Jay, D-A-D, Spleen United Suspekt, Burhan G, MC´s Fight Night Tag Team Battle                                                                | 27.000 (Næstved rekord) |
| 27. juli                                                                                 | København | Valbyparken     | Magtens Korridorer, Aqua, Nik & Jay, D-A-D, Suspekt, Burhan G The Floor Is Made of Lava, MC´s Fight Night Tag Team Battle The Floor Is Made of Lava erstattede Spleen United | 40.000 (udsolgt)        |
| Samlet antal gæster: 187.000                                                             |           |                 | |                         |
| Konferencier: Grøn scene: Jacob Haugaard \| P3 Spot scenen: Kanonkongen & Henrik Povlsen |           |                 | |                         |
| Antal frivillige: 650                                                                    |           |                 | |                         |
| Billetpris: Forsalg: 130 kr. \| I døren: 180 kr.                                         |           |                 | |                         |

### 2009[13]
| Dato                                                                                     | By        | Sted            | Kunstnere                                                                                              | Antal gæster     |
| ---------------------------------------------------------------------------------------- | --------- | --------------- | --- | ---------------- |
| 16. juli                                                                                 | Esbjerg   | Skibhøj         | Sys Bjerre, Tim Christensen, L.O.C., Kashmir, Infernal Volbeat, TV-2, MC´s Fight Night Tag Team Battle | 18.000           |
| 17. juli                                                                                 | Herning   | Messecenter     | Sys Bjerre, Tim Christensen, L.O.C., Kashmir, Infernal Volbeat, TV-2, MC´s Fight Night Tag Team Battle | 12.000           |
| 18. juli                                                                                 | Aarhus    | Vestereng       | Sys Bjerre, Tim Christensen, L.O.C., Kashmir, Infernal Volbeat, TV-2, MC´s Fight Night Tag Team Battle | 22.000           |
| 19. juli                                                                                 | Aalborg   | "Trekanten"     | Sys Bjerre, Tim Christensen, L.O.C., Kashmir, Infernal Volbeat, TV-2, MC´s Fight Night Tag Team Battle | 13.000           |
| 23. juli                                                                                 | Kolding   | Hylkedalvej     | Sys Bjerre, Tim Christensen, L.O.C., Kashmir, Infernal Volbeat, TV-2, MC´s Fight Night Tag Team Battle | 12.000           |
| 24. juli                                                                                 | Odense    | Dyreskuepladsen | Sys Bjerre, Tim Christensen, L.O.C., Kashmir, Infernal Volbeat, TV-2, MC´s Fight Night Tag Team Battle | 22.000           |
| 25. juli                                                                                 | Næstved   | Holsted Nord    | Sys Bjerre, Tim Christensen, L.O.C., Kashmir, Infernal Volbeat, TV-2, MC´s Fight Night Tag Team Battle | 21.000           |
| 26. juli                                                                                 | København | Valbyparken     | Sys Bjerre, Tim Christensen, L.O.C., Kashmir, Infernal Volbeat, TV-2, MC´s Fight Night Tag Team Battle | 40.000 (udsolgt) |
| Samlet antal gæster: 160.000                                                             |           |                 | |                  |
| Konferencier: Grøn scene: Jacob Haugaard \| P3 Spot scenen: Kanonkongen & Henrik Povlsen |           |                 | |                  |
| Antal frivillige: 650                                                                    |           |                 | |                  |
| Billetpris: Forsalg: 150 kr. \|I døren: 200 kr.                                          |           |                 | |                  |

## 2010'erne

### 2010[13]
| Dato                                                                                                | By        | Sted            | Kunstnere | Antal gæster            |
| --------------------------------------------------------------------------------------------------- | --------- | --------------- | --- | ----------------------- |
| 15. juli                                                                                            | Kolding   | Hylkedalvej     | Selvmord, D-A-D, Thomas Helmig, Carpark North, Alphabeat Tina Dickow, Medina , MC´s Fight Night Tag Team Battle | 17.500                  |
| 16. juli                                                                                            | Herning   | Messecenter     | Selvmord, D-A-D, Thomas Helmig, Carpark North, Alphabeat Tina Dickow, Medina , MC´s Fight Night Tag Team Battle | 13.500 (Herning rekord) |
| 17. juli                                                                                            | Aarhus    | Vestereng       | Selvmord, D-A-D, Thomas Helmig, Carpark North, Alphabeat Tina Dickow, Medina , MC´s Fight Night Tag Team Battle | 32.000 (udsolgt)        |
| 18. juli                                                                                            | Aalborg   | "Trekanten"     | Selvmord, D-A-D, Thomas Helmig, Carpark North, Alphabeat Tina Dickow, Medina , MC´s Fight Night Tag Team Battle | 18.000                  |
| 22. juli                                                                                            | Esbjerg   | Skibhøj         | Selvmord, D-A-D, Thomas Helmig, Carpark North, Alphabeat Tina Dickow, Medina , MC´s Fight Night Tag Team Battle | 15.000                  |
| 23. juli                                                                                            | Odense    | Dyreskuepladsen | Selvmord, D-A-D, Thomas Helmig, Carpark North, Alphabeat Tina Dickow, Medina , MC´s Fight Night Tag Team Battle | 27.000 (udsolgt)        |
| 24. juli                                                                                            | Næstved   | Holsted Nord    | Selvmord, D-A-D, Thomas Helmig, Carpark North, Alphabeat Tina Dickow, Medina , MC´s Fight Night Tag Team Battle | 24.000                  |
| 25. juli                                                                                            | København | Valbyparken     | Selvmord, D-A-D, Thomas Helmig, Carpark North, Alphabeat Tina Dickow, Medina , MC´s Fight Night Tag Team Battle | 40.000 (udsolgt)        |
| Samlet antal gæster: 187.000                                                                        |           |                 | |                         |
| Konferencier: Grøn scene: Jacob Haugaard & Tonni the Man \| P3 scenen: Kanonkongen & Henrik Povlsen |           |                 | |                         |
| Antal frivillige: 650                                                                               |           |                 | |                         |
| Billetpris: Forsalg: 150 kr. \| I døren: 200 kr.                                                    |           |                 | |                         |

### 2011[13]
| Dato                                                                                                | By        | Sted            | Kunstnere                                                                            | Antal gæster     |
| --------------------------------------------------------------------------------------------------- | --------- | --------------- | ------------------------------------------------------------------------------------ | ---------------- |
| 14. juli                                                                                            | Esbjerg   | Skibhøj         | Dúné, Medina, De Eneste To, Tim Christensen Kato & Friends, TV-2, Kashmir, Nik & Jay | 10.000           |
| 15. juli                                                                                            | Randers   | Paderup         | Dúné, Medina, De Eneste To, Tim Christensen Kato & Friends, TV-2, Kashmir, Nik & Jay |                  |
| 16. juli                                                                                            | Aarhus    | Vestereng       | Dúné, Medina, De Eneste To, Tim Christensen Kato & Friends, TV-2, Kashmir, Nik & Jay | 32.000 (udsolgt) |
| 17. juli                                                                                            | Aalborg   | "Trekanten"     | Dúné, Medina, De Eneste To, Tim Christensen Kato & Friends, TV-2, Kashmir, Nik & Jay |                  |
| 21. juli                                                                                            | Kolding   | Hylkedalvej     | Dúné, Medina, De Eneste To, Tim Christensen Kato & Friends, TV-2, Kashmir, Nik & Jay | 14.000           |
| 22. juli                                                                                            | Odense    | Dyreskuepladsen | Dúné, Medina, De Eneste To, Tim Christensen Kato & Friends, TV-2, Kashmir, Nik & Jay | 15.000           |
| 23. juli                                                                                            | Næstved   | Holsted Nord    | Dúné, Medina, De Eneste To, Tim Christensen Kato & Friends, TV-2, Kashmir, Nik & Jay | 15.000           |
| 24. juli                                                                                            | København | Valbyparken     | Dúné, Medina, De Eneste To, Tim Christensen Kato & Friends, TV-2, Kashmir, Nik & Jay |                  |
| Samlet antal gæster: 133.500                                                                        |           |                 |                                                                                      |                  |
| Konferencier: Grøn scene: Jacob Haugaard & Tonni the Man \| P3 scenen: Kanonkongen & Henrik Povlsen |           |                 |                                                                                      |                  |
| Antal frivillige: 640                                                                               |           |                 |                                                                                      |                  |
| Billetpris: Forsalg: 170 kr. \| I døren: 220 kr.                                                    |           |                 |                                                                                      |                  |

### 2012 - 30 års jubilæum[13]
| Dato                                                                                                | By        | Sted            | Kunstnere                                                          | Antal gæster                      |
| --------------------------------------------------------------------------------------------------- | --------- | --------------- | ------------------------------------------------------------------ | --------------------------------- |
| 19. juli                                                                                            | Kolding   | Hylkedalvej     | Burhan G, Alphabeat, Malk de Koijn, Rasmus Seebach, L.O.C., Nephew | 13.000                            |
| 20. juli                                                                                            | Randers   | Paderup         | Burhan G, Alphabeat, Malk de Koijn, Rasmus Seebach, L.O.C., Nephew | 12.000 (Randers rekord)           |
| 21. juli                                                                                            | Aarhus    | Vestereng       | Burhan G, Alphabeat, Malk de Koijn, Rasmus Seebach, L.O.C., Nephew | 32.000 (udsolgt)                  |
| 22. juli                                                                                            | Aalborg   | "Trekanten"     | Burhan G, Alphabeat, Malk de Koijn, Rasmus Seebach, L.O.C., Nephew | 20.000                            |
| 26. juli                                                                                            | Esbjerg   | Skibhøj         | Burhan G, Alphabeat, Malk de Koijn, Rasmus Seebach, L.O.C., Nephew | 20.000 (udsolgt) (Esbjerg rekord) |
| 27. juli                                                                                            | Odense    | Dyreskuepladsen | Burhan G, Alphabeat, Malk de Koijn, Rasmus Seebach, L.O.C., Nephew | 30.000 (udsolgt)                  |
| 28. juli                                                                                            | Næstved   | Holsted Nord    | Burhan G, Alphabeat, Malk de Koijn, Rasmus Seebach, L.O.C., Nephew | 24.000                            |
| 29. juli                                                                                            | København | Valbyparken     | Burhan G, Alphabeat, Malk de Koijn, Rasmus Seebach, L.O.C., Nephew | 40.000 (udsolgt)                  |
| Samlet antal gæster: 191.000                                                                        |           |                 |                                                                    |                                   |
| Konferencier: Grøn scene: Jacob Haugaard & Tonni the Man \| P3 scenen: Kanonkongen & Henrik Povlsen |           |                 |                                                                    |                                   |
| Antal frivillige: 640                                                                               |           |                 |                                                                    |                                   |
| Billetpris: Forsalg: 180 kr. \| I døren: 230 kr.                                                    |           |                 |                                                                    |                                   |

### 2013[51]
| Dato                                                                                      | By        | Sted            | Kunstnere | Antal gæster     |
| ----------------------------------------------------------------------------------------- | --------- | --------------- | --- | ---------------- |
| 18. juli                                                                                  | Kolding   | Hylkedalvej     | Nik & Jay, Magtens Korridorer, Mads Langer, Carpark North, Medina KATO, Lukas Graham Donkey Sound med Wafande, Shaka Loveless, Klumben og Raske Penge | 14.500           |
| 19. juli                                                                                  | Randers   | Paderup         | Nik & Jay, Magtens Korridorer, Mads Langer, Carpark North, Medina KATO, Lukas Graham Donkey Sound med Wafande, Shaka Loveless, Klumben og Raske Penge | 11.500           |
| 20. juli                                                                                  | Aarhus    | Vestereng       | Nik & Jay, Magtens Korridorer, Mads Langer, Carpark North, Medina KATO, Lukas Graham Donkey Sound med Wafande, Shaka Loveless, Klumben og Raske Penge | 32.000 (udsolgt) |
| 21. juli                                                                                  | Aalborg   | "Trekanten"     | Nik & Jay, Magtens Korridorer, Mads Langer, Carpark North, Medina KATO, Lukas Graham Donkey Sound med Wafande, Shaka Loveless, Klumben og Raske Penge | 19.000           |
| 25. juli                                                                                  | Esbjerg   | Skibhøj         | Nik & Jay, Magtens Korridorer, Mads Langer, Carpark North, Medina KATO, Lukas Graham Donkey Sound med Wafande, Shaka Loveless, Klumben og Raske Penge | 17.500           |
| 26. juli                                                                                  | Odense    | Dyreskuepladsen | Nik & Jay, Magtens Korridorer, Mads Langer, Carpark North, Medina KATO, Lukas Graham Donkey Sound med Wafande, Shaka Loveless, Klumben og Raske Penge | 27.500           |
| 27. juli                                                                                  | Næstved   | Holsted Nord    | Nik & Jay, Magtens Korridorer, Mads Langer, Carpark North, Medina KATO, Lukas Graham Donkey Sound med Wafande, Shaka Loveless, Klumben og Raske Penge | 25.000           |
| 28. juli                                                                                  | København | Valbyparken     | Nik & Jay, Magtens Korridorer, Mads Langer, Carpark North, Medina KATO, Lukas Graham Donkey Sound med Wafande, Shaka Loveless, Klumben og Raske Penge | 38.000 (udsolgt) |
| Samlet antal gæster: 185.000                                                              |           |                 | |                  |
| Konferencier: Grøn scene: Jacob Haugaard & Simon TJ \| P3 scenen: Sara Bro & David Mandel |           |                 | |                  |
| Antal frivillige: 700                                                                     |           |                 | |                  |
| Billetpris: Forsalg: 190 kr. \| I døren: 240 kr.                                          |           |                 | |                  |

### 2014[51]
| Dato                                                                                      | By        | Sted            | Kunstnere | Antal gæster     |
| ----------------------------------------------------------------------------------------- | --------- | --------------- | --- | ---------------- |
| 17. juli                                                                                  | Kolding   | Hylkedalvej     | Mads Langer feat. Tim Christensen, Burhan G Lågsus P3 feat. Kidd, TopGunn, Specktors og Djämes Braun Shaka Loveless, Lukas Graham, Suspekt, Kashmir, Nik & Jay | 15.000           |
| 18. juli                                                                                  | Randers   | Paderup         | Mads Langer feat. Tim Christensen, Burhan G Lågsus P3 feat. Kidd, TopGunn, Specktors og Djämes Braun Shaka Loveless, Lukas Graham, Suspekt, Kashmir, Nik & Jay | 10.000           |
| 19. juli                                                                                  | Aarhus    | Marienlystvej   | Mads Langer feat. Tim Christensen, Burhan G Lågsus P3 feat. Kidd, TopGunn, Specktors og Djämes Braun Shaka Loveless, Lukas Graham, Suspekt, Kashmir, Nik & Jay | 34.000 (udsolgt) |
| 20. juli                                                                                  | Aalborg   | "Trekanten"     | Mads Langer feat. Tim Christensen, Burhan G Lågsus P3 feat. Kidd, TopGunn, Specktors og Djämes Braun Shaka Loveless, Lukas Graham, Suspekt, Kashmir, Nik & Jay | 18.000           |
| 24. juli                                                                                  | Esbjerg   | Skibhøj         | Mads Langer feat. Tim Christensen, Burhan G Lågsus P3 feat. Kidd, TopGunn, Specktors og Djämes Braun Shaka Loveless, Lukas Graham, Suspekt, Kashmir, Nik & Jay | 15.000           |
| 25. juli                                                                                  | Odense    | Dyreskuepladsen | Mads Langer feat. Tim Christensen, Burhan G Lågsus P3 feat. Kidd, TopGunn, Specktors og Djämes Braun Shaka Loveless, Lukas Graham, Suspekt, Kashmir, Nik & Jay | 24.500           |
| 26. juli                                                                                  | Næstved   | Holsted Nord    | Mads Langer feat. Tim Christensen, Burhan G Lågsus P3 feat. Kidd, TopGunn, Specktors og Djämes Braun Shaka Loveless, Lukas Graham, Suspekt, Kashmir, Nik & Jay | 22.000           |
| 27. juli                                                                                  | København | Valbyparken     | Mads Langer feat. Tim Christensen, Burhan G Lågsus P3 feat. Kidd, TopGunn, Specktors og Djämes Braun Shaka Loveless, Lukas Graham, Suspekt, Kashmir, Nik & Jay | 37.000 (udsolgt) |
| Samlet antal gæster: 175.500                                                              |           |                 | |                  |
| Konferencier: Grøn scene: Jacob Haugaard & Simon TJ \| P3 scenen: Sara Bro & David Mandel |           |                 | |                  |
| Antal frivillige: 640                                                                     |           |                 | |                  |
| Billetpris: 200 kr.                                                                       |           |                 | |                  |

### 2015[51]
| Dato                                                                                      | By        | Sted            | Kunstnere | Antal gæster |
| ----------------------------------------------------------------------------------------- | --------- | --------------- | --- | ------------ |
| 16. juli                                                                                  | Kolding   | Hylkedalvej     | Lågsus P3 feat. Emil Stabil, Cisilia og Vild Smith, Christopher Turboweekend feat. Oh Land, Magtens Korridorer feat. Østkyst Hustlers Tina Dickow feat. Søren Huss, Medina Lukas Graham, L.O.C. feat. BANGERS | 14.500       |
| 17. juli                                                                                  | Randers   | Paderup         | Lågsus P3 feat. Emil Stabil, Cisilia og Vild Smith, Christopher Turboweekend feat. Oh Land, Magtens Korridorer feat. Østkyst Hustlers Tina Dickow feat. Søren Huss, Medina Lukas Graham, L.O.C. feat. BANGERS | 10.000       |
| 18. juli                                                                                  | Aarhus    | Marienlystvej   | Lågsus P3 feat. Emil Stabil, Cisilia og Vild Smith, Christopher Turboweekend feat. Oh Land, Magtens Korridorer feat. Østkyst Hustlers Tina Dickow feat. Søren Huss, Medina Lukas Graham, L.O.C. feat. BANGERS | 32.000       |
| 19. juli                                                                                  | Aalborg   | "Trekanten"     | Lågsus P3 feat. Emil Stabil, Cisilia og Vild Smith, Christopher Turboweekend feat. Oh Land, Magtens Korridorer feat. Østkyst Hustlers Tina Dickow feat. Søren Huss, Medina Lukas Graham, L.O.C. feat. BANGERS | 18.000       |
| 23. juli                                                                                  | Esbjerg   | Skibhøj         | Lågsus P3 feat. Emil Stabil, Cisilia og Vild Smith, Christopher Turboweekend feat. Oh Land, Magtens Korridorer feat. Østkyst Hustlers Tina Dickow feat. Søren Huss, Medina Lukas Graham, L.O.C. feat. BANGERS | 15.000       |
| 24. juli                                                                                  | Odense    | Dyreskuepladsen | Lågsus P3 feat. Emil Stabil, Cisilia og Vild Smith, Christopher Turboweekend feat. Oh Land, Magtens Korridorer feat. Østkyst Hustlers Tina Dickow feat. Søren Huss, Medina Lukas Graham, L.O.C. feat. BANGERS | 25.000       |
| 25. juli                                                                                  | Næstved   | Holsted Nord    | Lågsus P3 feat. Emil Stabil, Cisilia og Vild Smith, Christopher Turboweekend feat. Oh Land, Magtens Korridorer feat. Østkyst Hustlers Tina Dickow feat. Søren Huss, Medina Lukas Graham, L.O.C. feat. BANGERS | 16.000       |
| 26. juli                                                                                  | København | Valbyparken     | Lågsus P3 feat. Emil Stabil, Cisilia og Vild Smith, Christopher Turboweekend feat. Oh Land, Magtens Korridorer feat. Østkyst Hustlers Tina Dickow feat. Søren Huss, Medina Lukas Graham, L.O.C. feat. BANGERS | 34.500       |
| Samlet antal gæster: 165.000                                                              |           |                 | |              |
| Konferencier: Grøn scene: Jacob Haugaard & Simon TJ \| P3 scenen: Sara Bro & David Mandel |           |                 | |              |
| Antal frivillige: 657                                                                     |           |                 | |              |
| Billetpris: Forsalg: 210 kr. \| I døren: 260 kr.                                          |           |                 | |              |

### 2016[51]
| Dato                                                                                        | By        | Sted            | Kunstnere | Antal gæster |
| ------------------------------------------------------------------------------------------- | --------- | --------------- | --- | ------------ |
| 21. juli                                                                                    | Kolding   | Hylkedalvej     | Lågsus feat. Gilli, Citybois og Emil Stabil, Shaka Loveless feat. Rasmus Walter Stine Bramsen feat. Nabiha, Mads Langer, De eneste to feat. Love Shop, Nik & Jay Suspekt, D-A-D | 13.500       |
| 22. juli                                                                                    | Randers   | Paderup         | Lågsus feat. Gilli, Citybois og Emil Stabil, Shaka Loveless feat. Rasmus Walter Stine Bramsen feat. Nabiha, Mads Langer, De eneste to feat. Love Shop, Nik & Jay Suspekt, D-A-D | 10.000       |
| 23. juli                                                                                    | Aarhus    | Marienlystvej   | Lågsus feat. Gilli, Citybois og Emil Stabil, Shaka Loveless feat. Rasmus Walter Stine Bramsen feat. Nabiha, Mads Langer, De eneste to feat. Love Shop, Nik & Jay Suspekt, D-A-D | 30.000       |
| 24. juli                                                                                    | Aalborg   | "Trekanten"     | Lågsus feat. Gilli, Citybois og Emil Stabil, Shaka Loveless feat. Rasmus Walter Stine Bramsen feat. Nabiha, Mads Langer, De eneste to feat. Love Shop, Nik & Jay Suspekt, D-A-D | 16.500       |
| 28. juli                                                                                    | Esbjerg   | Skibhøj         | Lågsus feat. Gilli, Citybois og Emil Stabil, Shaka Loveless feat. Rasmus Walter Stine Bramsen feat. Nabiha, Mads Langer, De eneste to feat. Love Shop, Nik & Jay Suspekt, D-A-D | 14.000       |
| 29. juli                                                                                    | Odense    | Dyreskuepladsen | Lågsus feat. Gilli, Citybois og Emil Stabil, Shaka Loveless feat. Rasmus Walter Stine Bramsen feat. Nabiha, Mads Langer, De eneste to feat. Love Shop, Nik & Jay Suspekt, D-A-D | 21.000       |
| 30. juli                                                                                    | Næstved   | Holsted Nord    | Lågsus feat. Gilli, Citybois og Emil Stabil, Shaka Loveless feat. Rasmus Walter Stine Bramsen feat. Nabiha, Mads Langer, De eneste to feat. Love Shop, Nik & Jay Suspekt, D-A-D | 19.000       |
| 31. juli                                                                                    | København | Valbyparken     | Lågsus feat. Gilli, Citybois og Emil Stabil, Shaka Loveless feat. Rasmus Walter Stine Bramsen feat. Nabiha, Mads Langer, De eneste to feat. Love Shop, Nik & Jay Suspekt, D-A-D | 30.000       |
| Samlet antal gæster: 154.500                                                                |           |                 | |              |
| Konferencier: Grøn scene: Jacob Haugaard & Simon TJ \| P3 scenen: Sara Bro & Signe Vadgaard |           |                 | |              |
| Antal frivillige: 619                                                                       |           |                 | |              |
| Billetpris: 225 kr.                                                                         |           |                 | |              |

### 2017 - 35 års jubilæum[51]
| Dato                                                                                     | By        | Sted            | Kunstnere | Antal gæster |
| ---------------------------------------------------------------------------------------- | --------- | --------------- | --- | ------------ |
| 20. juli                                                                                 | København | Valbyparken     | Rasmus Seebach, L.O.C., Christopher, Scarlet Pleasure, Sivas//Ukendt Kunstner The Minds of 99, Kongsted, Node, Bro, Jeppe Loftager, Skinz | 10.000       |
| 21. juli                                                                                 | Kolding   | Hylkedalvej     | Rasmus Seebach, L.O.C., Christopher, Scarlet Pleasure, Sivas//Ukendt Kunstner The Minds of 99, Kongsted, Node, Bro, Jeppe Loftager, Skinz | 15.500       |
| 22. juli                                                                                 | Aarhus    | Marienlystvej   | Rasmus Seebach, L.O.C., Christopher, Scarlet Pleasure, Sivas//Ukendt Kunstner The Minds of 99, Kongsted, Node, Bro, Jeppe Loftager, Skinz | 30.000       |
| 23. juli                                                                                 | Aalborg   | "Trekanten"     | Rasmus Seebach, L.O.C., Christopher, Scarlet Pleasure, Sivas//Ukendt Kunstner The Minds of 99, Kongsted, Node, Bro, Jeppe Loftager, Skinz | 11.500       |
| 27. juli                                                                                 | Esbjerg   | Skibhøj         | Rasmus Seebach, L.O.C., Christopher, Scarlet Pleasure, Sivas//Ukendt Kunstner The Minds of 99, Kongsted, Node, Bro, Jeppe Loftager, Skinz | 13.000       |
| 28. juli                                                                                 | Odense    | Dyreskuepladsen | Rasmus Seebach, L.O.C., Christopher, Scarlet Pleasure, Sivas//Ukendt Kunstner The Minds of 99, Kongsted, Node, Bro, Jeppe Loftager, Skinz | 22.000       |
| 29. juli                                                                                 | Næstved   | Holsted Nord    | Rasmus Seebach, L.O.C., Christopher, Scarlet Pleasure, Sivas//Ukendt Kunstner The Minds of 99, Kongsted, Node, Bro, Jeppe Loftager, Skinz | 16.000       |
| 30. juli                                                                                 | København | Valbyparken     | Rasmus Seebach, L.O.C., Christopher, Scarlet Pleasure, Sivas//Ukendt Kunstner The Minds of 99, Kongsted, Node, Bro, Jeppe Loftager, Skinz | 20.000       |
| Samlet antal gæster: 143.000                                                             |           |                 | |              |
| Konferencier: Grøn scene: Jacob Haugaard & Simon TJ \| P3 scenen: Sara Bro & Andrew Moyo |           |                 | |              |
| Antal frivillige: 581                                                                    |           |                 | |              |
| Billetpris: Forsalg: 250 kr. \| I døren: 300 kr.                                         |           |                 | |              |

### 2018[51]
| Dato                                                                                                 | By      | Sted            | Kunstnere | Antal gæster                     |
| --- | ------- | --------------- | --- | -------------------------------- |
| 18. juli                                                                                             | Amager  | Tiøren          | Lukas Graham, D-A-D, phlake, Cisilia//Joey Moe, Suspekt, Aqua Ericka Jane, Iris Gold, Josefine Winding//Emma Acs | 15.000 (udsolgt)                 |
| 19. juli                                                                                             | Kolding | Hylkedalvej     | Lukas Graham, D-A-D, phlake, Cisilia//Joey Moe, Suspekt, Aqua Ericka Jane, Iris Gold, Josefine Winding//Emma Acs | 18.000 (udsolgt)                 |
| 20. juli                                                                                             | Aarhus  | Marienlystvej   | Lukas Graham, D-A-D, phlake, Cisilia//Joey Moe, Suspekt, Aqua Ericka Jane, Iris Gold, Josefine Winding//Emma Acs | 35.000 (udsolgt) (Aarhus rekord) |
| 21. juli                                                                                             | Aalborg | "Trekanten"     | Lukas Graham, D-A-D, phlake, Cisilia//Joey Moe, Suspekt, Aqua Ericka Jane, Iris Gold, Josefine Winding//Emma Acs | 21.000 (udsolgt)                 |
| 25. juli                                                                                             | Esbjerg | Skibhøj         | Lukas Graham, D-A-D, phlake, Cisilia//Joey Moe, Suspekt, Aqua Ericka Jane, Iris Gold, Josefine Winding//Emma Acs | 16.000                           |
| 26. juli                                                                                             | Odense  | Dyreskuepladsen | Lukas Graham, D-A-D, phlake, Cisilia//Joey Moe, Suspekt, Aqua Ericka Jane, Iris Gold, Josefine Winding//Emma Acs | 27.000 (udsolgt)                 |
| 27. juli                                                                                             | Næstved | Holsted Nord    | Lukas Graham, D-A-D, phlake, Cisilia//Joey Moe, Suspekt, Aqua Ericka Jane, Iris Gold, Josefine Winding//Emma Acs | 24.000 (udsolgt)                 |
| 28. juli                                                                                             | Valby   | Valbyparken     | Lukas Graham, D-A-D, phlake, Cisilia//Joey Moe, Suspekt, Aqua Ericka Jane, Iris Gold, Josefine Winding//Emma Acs | 35.000 (udsolgt)                 |
| Samlet antal gæster: 191.000                                                                         |         |                 | |                                  |
| Konferencier: Grøn scene: Jacob Haugaard & Simon TJ \| Nova scenen: Signe Krarup, Dennis Ravn & JoJo |         |                 | |                                  |
| Antal frivillige: 556                                                                                |         |                 | |                                  |
| Billetpris: Forsalg: 275 kr. \| I døren: 350 kr. \| Hele turen: 750 kr.                              |         |                 | |                                  |

### 2019[51]
| Dato | By      | Sted            | Kunstnere | Antal gæster     |
| --- | ------- | --------------- | --- | ---------------- |
| 18. juli | Amager  | Tiøren          | Dizzy Mizz Lizzy, Anne Sanne Lis, Alphabeat, Carpark North Kesi, Scarlet Pleasure, Saveus, Kato feat. Brandon Beal | 15.000 (udsolgt) |
| 19. juli | Kolding | Hylkedalvej     | Dizzy Mizz Lizzy, Anne Sanne Lis, Alphabeat, Carpark North Kesi, Scarlet Pleasure, Saveus, Kato feat. Brandon Beal | 17.000           |
| 20. juli | Aarhus  | Marienlystvej   | Dizzy Mizz Lizzy, Anne Sanne Lis, Alphabeat, Carpark North Kesi, Scarlet Pleasure, Saveus, Kato feat. Brandon Beal | 35.000 (udsolgt) |
| 21. juli | Aalborg | "Trekanten"     | Dizzy Mizz Lizzy, Anne Sanne Lis, Alphabeat, Carpark North Kesi, Scarlet Pleasure, Saveus, Kato feat. Brandon Beal | 13.500           |
| 25. juli | Esbjerg | Skibhøj         | Dizzy Mizz Lizzy, Anne Sanne Lis, Alphabeat, Carpark North Kesi, Scarlet Pleasure, Saveus, Kato feat. Brandon Beal | 12.500           |
| 26. juli | Odense  | Dyreskuepladsen | Dizzy Mizz Lizzy, Anne Sanne Lis, Alphabeat, Carpark North Kesi, Scarlet Pleasure, Saveus, Kato feat. Brandon Beal | 27.000 (udsolgt) |
| 27. juli | Næstved | Holsted Nord    | Dizzy Mizz Lizzy, Anne Sanne Lis, Alphabeat, Carpark North Kesi, Scarlet Pleasure, Saveus, Kato feat. Brandon Beal | 20.500           |
| 28. juli | Valby   | Valbyparken     | Dizzy Mizz Lizzy, Anne Sanne Lis, Alphabeat, Carpark North Kesi, Scarlet Pleasure, Saveus, Kato feat. Brandon Beal | 30.000 (udsolgt) |
| Samlet antal gæster: 170.500 |         |                 | |                  |
| Konferencier: Grøn scene: Jacob Haugaard & Simon TJ \| Nova scenen: Signe Krarup & Dennis Ravn                                                      |         |                 | |                  |
| Antal frivillige: 596 |         |                 | |                  |
| Billetpris: Til og med d. 28. februar 2019: 250 kr. \| Til og med d. 14. juni 2019: 275 kr. Til og med koncertdagen: 299 kr. \| Hele turen: 799 kr. |         |                 | |                  |

## 2020'erne

### 2020[51]
Aflyst pga. Covid-19

### 2021[51]
Aflyst pga. Covid-19

### 2022[51]
| Dato | By      | Sted            | Kunstnere                                                                                | Antal gæster     |
| --- | ------- | --------------- | ---------------------------------------------------------------------------------------- | ---------------- |
| 21. juli | Amager  | Tiøren          | D-A-D, Suspekt, Carpark North, Phlake, Christopher Tessa, Drew Sycamore, Andreas Odbjerg | 15.000 (udsolgt) |
| 22. juli | Kolding | Hylkedalvej     | D-A-D, Suspekt, Carpark North, Phlake, Christopher Tessa, Drew Sycamore, Andreas Odbjerg | 16.500           |
| 23. juli | Aarhus  | Marienlystvej   | D-A-D, Suspekt, Carpark North, Phlake, Christopher Tessa, Drew Sycamore, Andreas Odbjerg | 30.000           |
| 24. juli | Aalborg | "Trekanten"     | D-A-D, Suspekt, Carpark North, Phlake, Christopher Tessa, Drew Sycamore, Andreas Odbjerg | 16.000           |
| 25. juli | Esbjerg | Skibhøj         | D-A-D, Suspekt, Carpark North, Phlake, Christopher Tessa, Drew Sycamore, Andreas Odbjerg | 13.000           |
| 29. juli | Odense  | Dyreskuepladsen | D-A-D, Suspekt, Carpark North, Phlake, Christopher Tessa, Drew Sycamore, Andreas Odbjerg | 25.500 (udsolgt) |
| 30. juli | Næstved | Holsted         | D-A-D, Suspekt, Carpark North, Phlake, Christopher Tessa, Drew Sycamore, Andreas Odbjerg | 20.500 (udsolgt) |
| 31. juli | Valby   | Valbyparken     | D-A-D, Suspekt, Carpark North, Phlake, Christopher Tessa, Drew Sycamore, Andreas Odbjerg | 30.000 (udsolgt) |
| Samlet antal gæster: 166.500                                                                                 |         |                 |                                                                                          |                  |
| Konferencier: Grøn scene: Jacob Haugaard & Simon TJ \| Nova scenen: Signe Krarup, Celina Friis & Dennis Ravn |         |                 |                                                                                          |                  |
| Antal frivillige: 478                                                                                        |         |                 |                                                                                          |                  |
| Billetpris: Enkelt billet: 350 kr. \| Hele turen: 799 kr.                                                    |         |                 |                                                                                          |                  |

### 2023 - 40 års jubilæum[82]
| Dato                                                                                                   | By      | Sted            | Kunstnere | Antal gæster     |
| --- | ------- | --------------- | --- | ---------------- |
| 20. juli                                                                                               | Tårnby  | Øresundsparken  | Benjamin Hav & Familien, MØ, L.O.C., Aqua Andreas Odbjerg, Medina, Artigeardit, Saveus                        | 17.000 (udsolgt) |
| 21. juli                                                                                               | Kolding | Hylkedalvej     | Benjamin Hav & Familien, MØ, L.O.C., Aqua Andreas Odbjerg, Medina, Lamin, Saveus Lamin erstattede Artigeardit | 18.000 (udsolgt) |
| 22. juli                                                                                               | Aarhus  | Marienlystvej   | Benjamin Hav & Familien, MØ, L.O.C., Aqua Andreas Odbjerg, Medina, Lamin, Saveus Lamin erstattede Artigeardit | 32.000 (udsolgt) |
| 23. juli                                                                                               | Aalborg | "Trekanten"     | Benjamin Hav & Familien, MØ, L.O.C., Aqua Andreas Odbjerg, Medina, Lamin, Saveus Lamin erstattede Artigeardit | 20.000 (udsolgt) |
| 27. juli                                                                                               | Esbjerg | Skibhøj         | Benjamin Hav & Familien, MØ, L.O.C., Aqua Andreas Odbjerg, Medina, Artigeardit, Saveus                        | 16.000 (udsolgt) |
| 28. juli                                                                                               | Odense  | Dyreskuepladsen | Benjamin Hav & Familien, MØ, L.O.C., Aqua Andreas Odbjerg, Medina, Artigeardit, Saveus                        | 26.500 (udsolgt) |
| 29. juli                                                                                               | Næstved | Holsted         | Benjamin Hav & Familien, MØ, L.O.C., Aqua Andreas Odbjerg, Medina, Artigeardit, Saveus                        | 21.000 (udsolgt) |
| 30. juli                                                                                               | Valby   | Valbyparken     | Benjamin Hav & Familien, MØ, L.O.C., Aqua Andreas Odbjerg, Medina, Artigeardit, Saveus                        | 30.000 (udsolgt) |
| Samlet antal gæster: 180.500                                                                           |         |                 | |                  |
| Konferencier: Grøn scene: Jacob Haugaard & Simon TJ \| Nova scenen: Mai-Britt Vingsøe & Lars Johansson |         |                 | |                  |
| Antal frivillige: 500                                                                                  |         |                 | |                  |
| Billetpris: Enkelt billet: 365 kr. \| Hele turen: 799 kr.                                              |         |                 | |                  |

### 2024[82]
| Dato                                                                                                | By      | Sted            | Kunstnere                                                          | Antal gæster                     |
| --------------------------------------------------------------------------------------------------- | ------- | --------------- | ------------------------------------------------------------------ | -------------------------------- |
| 18. juli                                                                                            | Tårnby  | Øresundsparken  | Tobias Rahim TV-2 Blæst Scarlet Pleasure Burhan G Jada Kesi Hugorm | 20.000 (udsolgt)                 |
| 19. juli                                                                                            | Kolding | Hylkedalvej     | Tobias Rahim TV-2 Blæst Scarlet Pleasure Burhan G Jada Kesi Hugorm | 19.000 (udsolgt)                 |
| 20. juli                                                                                            | Aarhus  | Marienlystvej   | Tobias Rahim TV-2 Blæst Scarlet Pleasure Burhan G Jada Kesi Hugorm | 33.000 (udsolgt)                 |
| 21. juli                                                                                            | Aalborg | "Trekanten"     | Tobias Rahim TV-2 Blæst Scarlet Pleasure Burhan G Jada Kesi Hugorm | 21.000 (udsolgt)                 |
| 25. juli                                                                                            | Esbjerg | Skibhøj         | Tobias Rahim TV-2 Blæst Scarlet Pleasure Burhan G Jada Kesi Hugorm | 17.000 (udsolgt)                 |
| 26. juli                                                                                            | Odense  | Dyreskuepladsen | Tobias Rahim TV-2 Blæst Scarlet Pleasure Burhan G Jada Kesi Hugorm | 34.000 (udsolgt) (Odense rekord) |
| 27. juli                                                                                            | Næstved | Holsted         | Tobias Rahim TV-2 Blæst Scarlet Pleasure Burhan G Jada Kesi Hugorm | 21.000 (udsolgt)                 |
| 28. juli                                                                                            | Valby   | Valbyparken     | Tobias Rahim TV-2 Blæst Scarlet Pleasure Burhan G Jada Kesi Hugorm | 30.000 (udsolgt)                 |
| Samlet antal gæster: 195.000                                                                        |         |                 |                                                                    |                                  |
| Konferencier: Grøn scene: Jacob Haugaard & Simon TJ \| Nova scenen: Mai-Britt Vingsøe & Dennis Ravn |         |                 |                                                                    |                                  |
| Antal frivillige: 500                                                                               |         |                 |                                                                    |                                  |
| Billetpris: 375 kr.                                                                                 |         |                 |                                                                    |                                  |

### 2025[101]
| Dato                                                                                                | By      | Sted            | Kunstnere                                                                                     | Antal gæster                     |
| --------------------------------------------------------------------------------------------------- | ------- | --------------- | --------------------------------------------------------------------------------------------- | -------------------------------- |
| 17. juli                                                                                            | Tårnby  | Øresundsparken  | Medina, Gilli, Alphabeat, Benjamin Hav & Familien Suspekt, Pil, URO, Kalaset                  | 21.000 (udsolgt) (Tårnby rekord) |
| 18. juli                                                                                            | Kolding | Hylkedalvej     | Medina, Gilli, Alphabeat, Benjamin Hav & Familien Suspekt, Pil, URO, Kalaset                  | 19.000 (udsolgt)                 |
| 19. juli                                                                                            | Aarhus  | Marienlystvej   | Medina, Gilli, Alphabeat, Benjamin Hav & Familien Suspekt, Pil, URO, Kalaset                  | 32.000 (udsolgt)                 |
| 20. juli                                                                                            | Aalborg | "Trekanten"     | Medina, Gilli, Alphabeat, Benjamin Hav & Familien Suspekt, Pil, URO, Kalaset                  | 21.000 (udsolgt)                 |
| 24. juli                                                                                            | Esbjerg | Skibhøj         | Kalaset, Alphabeat, Pil Koncerten blev afbrudt under Pil og efterfølgende aflyst pga. skybrud | 20.000 (udsolgt)                 |
| 25. juli                                                                                            | Odense  | Dyreskuepladsen | Medina, Gilli, Alphabeat, Benjamin Hav & Familien Suspekt, Pil, URO, Kalaset                  | 34.000 (udsolgt)                 |
| 26. juli                                                                                            | Næstved | Holsted         | Medina, Gilli, Alphabeat, Benjamin Hav & Familien Suspekt, Pil, URO, Kalaset                  | 21.500 (udsolgt)                 |
| 27. juli                                                                                            | Valby   | Valbyparken     | Medina, Gilli, Alphabeat, Benjamin Hav & Familien Suspekt, Pil, URO, Kalaset                  | 30.500 (udsolgt)                 |
| Samlet antal gæster: 199.000 (publikumsrekord)                                                      |         |                 |                                                                                               |                                  |
| Konferencier: Grøn scene: Jacob Haugaard & Simon TJ \| Nova scenen: Mai-Britt Vingsøe & Dennis Ravn |         |                 |                                                                                               |                                  |
| Billetpris: 395 kr.                                                                                 |         |                 |                                                                                               |                                  |

## Kræwet
Kræwet er en betegnelse for de folk der arbejder frivilligt på Muskelsvindfondens arrangementer. 
Kræwet (tidligere kaldet Det Grønne Crew) opstod i 1983 hvor man for første gang lavede Grøn Koncert. Dengang var der 40 frivillige. Nu er over 750 mennesker involveret i Grøn Koncert. Tidligere har omkring 400 mennesker arbejder frivilligt i forbindelse med Roskilde Festival. Alle arrangementer skal tjene penge til Muskelsvindfondens daglige arbejde og drift. Pr. 2025 er der over 14.000+ frivillige knyttet til Muskelsvindfonden. 
Hvert år arbejder Kræwet frivilligt på et eller flere af Muskelsvindsfondens arrangementer. De er med på Cirkus Summarum og de Grønne Koncerter. Derudover har Kræwet også stillet med frivillige til LEGO World i Bella Center, fodboldkampe i Parken i København og Europamesterskabet i fodbold 2020-kampe i Parken i 2021.
I 2008 indgik Muskelsvindfonden en samarbejdsaftale med Danmarks Radio, der betyder, at de frivillige fra Kræwet fra 2009 arbejder på arrangementet Cirkus Summarum, der bliver sendt på DR1 i løbet af sommeren 2009. Derudover arbejder der også frivillige i Muskelsvindfondens eget sikkerhedsfirma Event Safety der levere sikkerhed og præhospitale løsninger til koncerter og lignende, ligesom der hver måned er arbejdsweekender på lageret i Hedensted hvor alle koncertartikler m.m. bliver gjort klar til de næste arrangementer.

### Frivillig på Grøn Koncert
Da Grøn Koncert fandt sted første gang i 1983, bestod Kræwet af omtrent 50 mennesker. I dag skal der bruges 750 frivillige til en Grøn turné og cirka 900-1000 frivillige til at bemande samtlige Muskelsvindsfondens koncertarragementer i løbet af en sæson.
Det er de samme 750 frivillige der rejser hele landet rundt. Grøn består af 8 koncerter fordelt over 11 dage, med koncerter torsdag – søndag. 
Kræwet overnatter mellem koncerterne på lokale skoler, og har derigennem mulighed for at få tørret tøj, og gå i bad dagligt. Under hele turen er de frivillige opdelt i sektioner, der har hver deres ansvars område. Således er nogen ansvarlige for at stille scenen op og pakke den ned, mens andre står for at lave mad i en af boderne. Kræwet har ligeledes deres egen kantine med rundt i landet, der producerer 3 hoved måltider om dagen, samt natmad på skolerne.
Hvis de frivillige eller en koncertgæst kommer til skade, rejser Event Safety med rundt og står for den præhospitale behandling. Det er veluddannede mennesker der under hele turen hjælper med til at sikre de frivilliges sikkerhed. De ankommer til en ny plads sammen med de første frivillige, og rejser fra den igen som de sidste. De er til stede på skolerne og på alle koncerterne. Event Safety består også af frivillige, men med viden og træning. Der er også medicinsk uddannede medhjælpere, som kan behandle mange småproblemer. Større skader og alvorlige sygdomme bliver dog altid behandlet på nærmeste hospital.

### Økonomi
Overskuddet fra koncerterne går til Muskelsvindsfondens arbejde med børn og voksne med muskelsvind og deres familier. Muskelsvind er en fællesbetegnelse for en række forskellige neuromuskulære sygdomme, hvor musklerne gradvist svækkes. Mange mennesker med muskelsvind ender med af være afhængige af en kørestol og andres hjælp til at klare hverdagen. Muskelsvind kan ikke helbredes, men man kan i dag forebygge og forhale bl.a. stive led, problemer med vejrtrækningen og skæv ryg. Muskelsvindfonten arbejder med at udvikle nye behandlingsmetoder, hvilket gør at mennesker med muskelsvindssygdomme i dag lever betydeligt længere end de gjorde for bare 20 år siden.

## Flest koncerter på Grøn
| Antal | Kunstner                | År                                                         |
| ----- | ----------------------- | ---------------------------------------------------------- |
| 10    | TV-2                    | 1986, 1997, 1999, 2001, 2003, 2005, 2007, 2009, 2011, 2024 |
| 9     | Thomas Helmig           | 1986, 1987, 1990, 1995, 1997, 1999, 2004, 2006, 2010       |
| 9     | D-A-D                   | 1995, 1998, 2000, 2004, 2008, 2010, 2016, 2018, 2022       |
| 8     | Sanne Salomonsen        | 1986, 1988, 1989, 1992, 1994, 2000, 2005, 2019             |
| 7     | Nik & Jay               | 2004, 2006, 2008, 2011, 2013, 2014, 2016                   |
| 7     | L.O.C                   | 2006, 2007, 2009, 2012, 2015, 2017, 2023                   |
| 6     | Medina                  | 2010, 2011, 2013, 2015, 2023, 2025                         |
| 6     | Suspekt                 | 2008, 2014, 2016, 2018, 2022, 2025                         |
| 5     | Gnags                   | 1988, 1990, 1992, 1994, 1996                               |
| 5     | Aqua                    | 1998, 2001, 2008, 2018, 2023                               |
| 5     | Tim Christensen         | 2002, 2005, 2009, 2011, 2014                               |
| 5     | Carpark North           | 2003, 2010, 2013, 2019, 2022                               |
| 5     | Alphabeat               | 2007, 2010, 2012, 2019, 2025                               |
| 4     | Tina Dickow             | 2004, 2006, 2010, 2015                                     |
| 4     | Magtens Korridorer      | 2006, 2008, 2013, 2015                                     |
| 4     | Burhan G                | 2008, 2012, 2014, 2024                                     |
| 4     | Lukas Graham            | 2013, 2014, 2015, 2018                                     |
| 3     | Sneakers                | 1983, 1984, 1998                                           |
| 3     | Frede Fup               | 1983, 1984, 1985                                           |
| 3     | Anne Linnet             | 1987, 1991, 2019                                           |
| 3     | Lis Sørensen            | 1988, 1995, 2019                                           |
| 3     | Poul Krebs              | 1997, 2001, 2006                                           |
| 3     | Nephew                  | 2006, 2007, 2012                                           |
| 3     | Kashmir                 | 2009, 2011, 2014                                           |
| 3     | Kato                    | 2011, 2013, 2019                                           |
| 3     | Mads Langer             | 2013, 2014, 2016                                           |
| 3     | Shaka Loveless          | 2013, 2014, 2016                                           |
| 3     | Lågsus                  | 2014, 2015, 2016                                           |
| 3     | Christopher             | 2015, 2017, 2022                                           |
| 3     | Scarlet Pleasure        | 2017, 2019, 2024                                           |
| 2     | One Two                 | 1987, 1990                                                 |
| 2     | Hanne Boel              | 1989, 1993                                                 |
| 2     | Lars H.U.G              | 1992, 2003                                                 |
| 2     | Sort Sol                | 1994, 1996                                                 |
| 2     | Østkyst Hustlers        | 1997, 2015                                                 |
| 2     | Safri Duo               | 2002, 2005                                                 |
| 2     | Big Fat Snake           | 2002, 2004                                                 |
| 2     | Junior Senior           | 2002, 2003                                                 |
| 2     | Malk de Koijn           | 2003, 2012                                                 |
| 2     | De Eneste to            | 2011, 2016                                                 |
| 2     | Rasmus Seebach          | 2012, 2017                                                 |
| 2     | Emil Stabill            | 2015, 2016                                                 |
| 2     | Cisilia                 | 2015, 2018                                                 |
| 2     | Phlake                  | 2018, 2022                                                 |
| 2     | Saveus                  | 2019, 2023                                                 |
| 2     | Andreas Odbjerg         | 2022, 2023                                                 |
| 2     | Kesi                    | 2019, 2024                                                 |
| 2     | Benjamin Hav & Familien | 2022, 2025                                                 |

## Grønnere Grøn
I sommeren 2020 inviterede arrangørerne bag Grøn, hele Danmark til Danmarks største havefest. Festen bestod af én dag med over 100 enestående livekoncerter rundt omkring i landet på tagterrasser og altaner, i baghaver, på kollegier og på både.
I den forbindelse vandt mere end 100 heldige danskere en gratis livekoncert hjemme i deres egen baghave. Her gæstede flere danske artister såsom Mads Langer, Dizzy Mizz Lizzy, Medina, Phlake, Scarlet Pleasure, Hjalmer, Carpark North, TopGgunn og Clara.
Hele konceptet var for alle, og blev live-streamet med Anders Breinholt som vært samt sendt live på GO’NOVA hele dagen.